# 海旺尼 (密西西比州)
海旺尼（英語：Hiwannee）是位於美國密西西比州韋恩縣的非建制地區。

## 歷史
海旺尼的郵局於1901年設立，其後於1973年停運。

## 地理
海旺尼所處的海拔為高於海平面65米（即213英呎），而該地所採用的時區為UTC-6，即北美中部時區（CST）。同時該地設有夏令時間，為UTC-6調快一小時，即UTC-5（CDT）。